# Pterhemia
Pterhemia is een geslacht van vlinders van de familie spinneruilen (Erebidae), uit de onderfamilie Calpinae.

## Soorten
- P. ameriola Druce, 1890
- P. excissa Schaus, 1913
- P. monogramma Hampson, 1926
- P. mutilatalis Guenée, 1854
- P. uncinalis Hübner, 1832